# Kanton Bourges-5
Kanton Bourges-5 (francouzsky Canton de Bourges-5) je francouzský kanton v departementu Cher v regionu Centre-Val de Loire. Tvoří ho pouze část města Bourges.